# Talai (Himachal Pradesh)
Talai es un pueblo y nagar Panchayat  situado en el distrito de Bilaspur,  en el estado de Himachal Pradesh (India). Su población es de 2372 habitantes (2011). 

## Demografía
Según el censo de 2011 la población de Talai era de 2372 habitantes, de los cuales 1251 eran hombres y 1121 eran mujeres. Talai tiene una tasa media de alfabetización del 88,22%, superior a la media estatal del 82,80%: la alfabetización masculina es del 91,44%, y la alfabetización femenina del 84,66%.